# Championnats du monde du 100 kilomètres
Les championnats du monde de 100 kilomètres de l'IAU sont des championnats annuels organisés par l'IAU qui désignent les champions du monde individuel et par équipe hommes et femmes sur la distance des 100 kilomètres.

## Historique
Après sa création en septembre 1983, l'International Association of Ultrarunners, créa pour promouvoir sa discipline des courses Au-Delà Du Marathon (ADDM) sous le patronage de l'IAAF, sa première épreuve, le 100 kilomètres en Belgique à Torhout[réf. nécessaire].

## Palmarès
Statistiques des championnats du monde de 100 kilomètres d'après la Deutsche Ultramarathon-Vereinigung (DUV) :
Le classement par équipe se fait sur le cumul des temps des trois premiers de chaque nation.
| Palmarès des championnats du Monde des 100 kilomètres |                   |                                                           |                                                           |                                                           |                                                           |                                                           |                                                           |                                                           |
| Édition                                               | Date              | Lieu                                                      | Hommes Individuel                                         | Temps                                                     | Hommes Équipe                                             | Femmes Individuel                                         | Temps                                                     | Femmes Équipe                                             |
| 1re                                                   | 20 juin 1987      | Torhout Belgique                                          | Domingo Catalán Espagne                                   | 6 h 19 min 35 s                                           |                                                           | Agnes Eberle Suisse                                       | 8 h 1 min 33 s                                            |                                                           |
| 2e                                                    | 1er octobre 1988  | Santander Espagne                                         | Domingo Catalán Espagne                                   | 6 h 34 min 41 s                                           | France 20 h 58 min 43 s                                   | Ann Trason États-Unis                                     | 7 h 30 min 49 s                                           | Allemagne de l'Ouest 25 h 53 min 27 s                     |
| 3e                                                    | 25 juin 1989      | Paris-Rambouillet France                                  | Bruno Scelsi France                                       | 6 h 47 min 6 s                                            | France 20 h 46 min 56 s                                   | Katharina Janicke Allemagne de l'Ouest                    | 8 h 7 min 41 s                                            | France 26 h 31 min 54 s                                   |
| 4e                                                    | 27 octobre 1990   | Duluth États-Unis                                         | Roland Vuillemenot France                                 | 6 h 34 min 2 s                                            | Allemagne de l'Ouest 21 h 21 min 36 s                     | Eleanor Adams Royaume-Uni                                 | 7 h 55 min 8 s                                            | Allemagne de l'Ouest 25 h 32 min 50 s                     |
| 5e                                                    | 25 mai 1991       | Florence-Faenza Italie                                    | Valmir Nunes Brésil                                       | 6 h 35 min 36 s                                           | France 20 h 53 min 9 s                                    | Eleanor Robinson-Adams Royaume-Uni                        | 7 h 52 min 15 s                                           | Allemagne 25 h 41 min 3 s                                 |
| 6e                                                    | 16 février 1992   | Palamós Espagne                                           | Konstantin Santalov Russie                                | 6 h 23 min 35 s                                           | Allemagne 20 h 23 min 20 s                                | Nursia Bagmanov Russie                                    | 7 h 44 min 37 s                                           | Allemagne 24 h 20 min 5 s                                 |
| 7e                                                    | 8 août 1993       | Torhout Belgique                                          | Konstantin Santalov Russie                                | 6 h 26 min 26 s                                           | Russie 19 h 59 min 48 s                                   | Carolyn Hunter-Rowe Royaume-Uni                           | 7 h 27 min 19 s                                           | Russie 22 h 54 min 0 s                                    |
| 8e                                                    | 26 juin 1994      | Lac Saroma-Tokoro Japon                                   | Alexey Volgin Russie                                      | 6 h 22 min 43 s                                           | Allemagne 20 h 7 min 1 s                                  | Valentina Shatyaeva Russie                                | 7 h 34 min 58 s                                           | Russie 23 h 9 min 16 s                                    |
| 9e                                                    | 16 septembre 1995 | Winschoten Pays-Bas                                       | Valmir Nunes Brésil                                       | 6 h 18 min 9 s                                            | Russie 19 h 43 min 52 s                                   | Ann Trason États-Unis                                     | 7 h 0 min 48 s                                            | États-Unis 22 h 28 min 21 s                               |
| 10e                                                   | 4 mai 1996        | Moscou Russie                                             | Konstantin Santalov Russie                                | 6 h 32 min 41 s                                           | Russie 19 h 57 min 57 s                                   | Valentina Shatyaeva Russie                                | 7 h 33 min 10 s                                           | Russie 23 h 14 min 49 s                                   |
| 11e                                                   | 13 septembre 1997 | Winschoten Pays-Bas                                       | Sergiy Yanenko Ukraine                                    | 6 h 25 min 25 s                                           | Russie 19 h 53 min 47 s                                   | Valentina Lyakhova Russie                                 | 7 h 30 min 37 s                                           | France 23 h 26 min 52 s                                   |
| 12e                                                   | 18 octobre 1998   | Shimanto Japon                                            | Grigory Murzin Russie                                     | 6 h 30 min 6 s                                            | Russie 19 h 44 min 41 s                                   | Carolyn Hunter-Rowe Royaume-Uni                           | 8 h 16 min 7 s                                            | Allemagne 26 h 23 min 24 s                                |
| 13e                                                   | 15 mai 1999       | Chavagnes-en-Paillers France                              | Simon Pride Royaume-Uni                                   | 6 h 24 min 5 s                                            | Russie 19 h 54 min 59 s                                   | Anna Balošáková Slovaquie                                 | 7 h 33 min 2 s                                            | France 23 h 24 min 5 s                                    |
| 14e                                                   | 9 septembre 2000  | Winschoten Pays-Bas                                       | Pascal Fétizon France                                     | 6 h 23 min 15 s                                           | France 19 h 46 min 25 s                                   | Edit Bérces Hongrie                                       | 7 h 25 min 21 s                                           | Allemagne 23 h 29 min 28 s                                |
| 15e                                                   | 26 août 2001      | Cléder France                                             | Yasufumi Mikami Japon                                     | 6 h 33 min 28 s                                           | France 20 h 17 min 11 s                                   | Elvira Kolpakova Russie                                   | 7 h 31 min 12 s                                           | Russie 23 h 31 min 12 s                                   |
| 16e                                                   | 21 juin 2002      | Torhout Belgique                                          | Mario Fattore Italie                                      | 6 h 34 min 23 s                                           | Russie 20 h 11 min 32 s                                   | Tatiana Zhyrkova Russie                                   | 7 h 37 min 6 s                                            | Russie 23 h 13 min 56 s                                   |
| 17e                                                   | 16 novembre 2003  | Tainan Taipei chinois                                     | Mario Fattore Italie                                      | 7 h 4 min 56 s                                            | Italie 22 h 10 min 18 s                                   | Monica Casiraghi Italie                                   | 7 h 31 min 12 s                                           | Italie 25 h 52 min 6 s                                    |
| 18e                                                   | 11 septembre 2004 | Winschoten Pays-Bas                                       | Mario Ardemagni Italie                                    | 6 h 18 min 24 s                                           | Italie 20 h 6 min 37 s                                    | Tatiana Zhyrkova Russie                                   | 7 h 10 min 32 s                                           | Russie 23 h 9 min 59 s                                    |
| 19e                                                   | 26 juin 2005      | Lac Saroma-Tokoro Japon                                   | Grigory Murzin Russie                                     | 6 h 24 min 15 s                                           | Japon 20 h 34 min 7 s                                     | Hiroko Syou Japon                                         | 7 h 53 min 41 s                                           | États-Unis 24 h 46 min 39 s                               |
| 20e                                                   | 8 octobre 2006    | Misari Corée du Sud                                       | Yannick Djouadi France                                    | 6 h 38 min 27 s                                           | Russie 20 h 17 min 23 s                                   | Lizzy Hawker Royaume-Uni                                  | 7 h 28 min 56 s                                           | Italie 23 h 23 min 43 s                                   |
| 21e                                                   | 8 septembre 2007  | Winschoten Pays-Bas                                       | Shinichi Watanabe Japon                                   | 6 h 23 min 31 s                                           | Italie 19 h 52 min 41 s                                   | Norimi Sakurai Japon                                      | 7 h 0 min 28 s                                            | Japon 22 h 25 min 16 s                                    |
| 22e                                                   | 8 novembre 2008   | Tarquinia Italie                                          | Giorgio Calcaterra Italie                                 | 6 h 37 min 41 s                                           | Italie 20 h 57 min 39 s                                   | Tatiana Zhyrkova Russie                                   | 7 h 23 min 33 s                                           | Russie 22 h 58 min 46 s                                   |
| 23e                                                   | 19 juin 2009      | Torhout Belgique                                          | Yasukazu Miyazato Japon                                   | 6 h 40 min 44 s                                           | Japon 20 h 31 min 4 s                                     | Kami Semick États-Unis                                    | 7 h 23 min 33 s                                           | États-Unis 23 h 41 min 10 s                               |
| 24e                                                   | 7 novembre 2010   | Gibraltar                                                 | Shinji Nakadai Japon                                      | 6 h 43 min 44 s                                           | Japon 20 h 32 min 23 s                                    | Eleanor Greenwood Royaume-Uni                             | 7 h 29 min 5 s                                            | Royaume-Uni 23 h 16 min 54 s                              |
| 25e                                                   | 19 septembre 2011 | Winschoten Pays-Bas                                       | Giorgio Calcaterra Italie                                 | 6 h 27 min 32 s                                           | États-Unis 20 h 17 min 47 s                               | Marina Bychkova Russie                                    | 7 h 27 min 19 s                                           | Russie 23 h 19 min 40 s                                   |
| 26e                                                   | 19 septembre 2012 | Seregno Italie                                            | Giorgio Calcaterra Italie                                 | 6 h 23 min 20 s                                           | Italie 20 h 6 min 41 s                                    | Amy Sproston États-Unis                                   | 7 h 34 min 8 s                                            | États-Unis 22 h 59 min 3 s                                |
| 27e                                                   | 21 novembre 2014  | Doha Qatar                                                | Maxwell King États-Unis                                   | 6 h 27 min 43 s                                           | États-Unis 20 h 8 min 6 s                                 | Eleanor Greenwood Royaume-Uni                             | 7 h 30 min 48 s                                           | Royaume-Uni 22 h 56 min 24 s                              |
| 28e                                                   | 12 septembre 2015 | Winschoten Pays-Bas                                       | Jonas Buud Suède                                          | 6 h 22 min 44 s                                           | Afrique du Sud 19 h 51 min 40 s                           | Camille Herron États-Unis                                 | 7 h 8 min 35 s                                            | États-Unis 22 h 39 min 35 s                               |
| 29e                                                   | 27 novembre 2016  | Los Alcázares Espagne                                     | Hideaki Yamauchi Japon                                    | 6 h 18 min 22 s                                           | Suède 19 h 59 min 40 s                                    | Kirstin Bull Australie                                    | 7 h 34 min 25 s                                           | Japon 23 h 23 min 14 s                                    |
| 30e                                                   | 8 septembre 2018  | Sveti Martin na Muri Croatie                              | Hideaki Yamauchi Japon                                    | 6 h 28 min 5 s                                            | Japon 19 h 37 min 1 s                                     | Nikolina Šustić Croatie                                   | 7 h 20 min 34 s                                           | Japon 23 h 3 min 50 s                                     |
| -                                                     | 2020              | Championnats annulés en raison de la pandémie de Covid-19 | Championnats annulés en raison de la pandémie de Covid-19 | Championnats annulés en raison de la pandémie de Covid-19 | Championnats annulés en raison de la pandémie de Covid-19 | Championnats annulés en raison de la pandémie de Covid-19 | Championnats annulés en raison de la pandémie de Covid-19 | Championnats annulés en raison de la pandémie de Covid-19 |
| 31e                                                   | 27 août 2022      | Bernau bei Berlin Allemagne                               | Haruki Okayama Japon                                      | 6 h 12 min 10 s                                           | Japon 18 h 51 min 12 s                                    | Floriane Hot France                                       | 7 h 4 min 3 s                                             | États-Unis 22 h 14 min 46 s                               |
| 32e                                                   | 7 décembre 2024   | Bangalore Inde                                            | Jumpei Yamaguchi Japon                                    | 6 h 12 min 17 s                                           | Japon 19 h 30 min 9 s                                     | Floriane Hot France                                       | 7 h 8 min 43 s                                            | France 22 h 27 min 5 s                                    |

## Palmarès par nation
Comptage réalisé à partir du tableau précédent entre 1987 et 2024 :
| Rang | Pays                 | Individuel | Par équipe | Total |
| ---- | -------------------- | ---------- | ---------- | ----- |
| 1    | Russie               | 15         | 16         | 31    |
| 2    | Japon                | 10         | 9          | 19    |
| 3    | Italie               | 7          | 7          | 14    |
| 4    | France               | 6          | 9          | 15    |
| 5    | États-Unis           | 6          | 8          | 14    |
| 6    | Royaume-Uni          | 8          | 2          | 10    |
| 7    | Allemagne            | 0          | 6          | 6     |
| 8    | Allemagne de l'Ouest | 1          | 3          | 4     |
| 9    | Espagne              | 2          | 0          | 2     |
| 9    | Brésil               | 2          | 0          | 2     |
| 11   | Suède                | 1          | 1          | 2     |
| 12   | Suisse               | 1          | 0          | 1     |
| 12   | Ukraine              | 1          | 0          | 1     |
| 12   | Slovaquie            | 1          | 0          | 1     |
| 12   | Hongrie              | 1          | 0          | 1     |
| 12   | Croatie              | 1          | 0          | 1     |
| 12   | Australie            | 1          | 0          | 1     |
| 18   | Afrique du Sud       | 0          | 1          | 1     |

## Athlètes les plus titrés
Comptage réalisé à partir du tableau des palmarès entre 1987 et 2024 :
- 3.  Konstantin Santalov
- 3.  Giorgio Calcaterra
- 3.  Tatiana Zhyrkova
- 2.  Domingo Catalan
- 2.  Ann Trason
- 2.  Valentina Shatyaeva
- 2.  Eleanor Robinson-Adams (dont un titre sous son nom de jeune fille)
- 2.  Valmir Nunes
- 2.  Grigory Murzin
- 2.  Eleanor Greenwood
- 2.  Hideaki Yamauchi
- 2.  Floriane Hot